# Manuel Benedito-Vives
Pour les articles homonymes, voir Benedito et Vivès (homonymie).
Manuel Benedito-Vives, né le 25 décembre 1875 à Valence et mort à Madrid le 20 juin 1963, est un peintre espagnol.

## Biographie

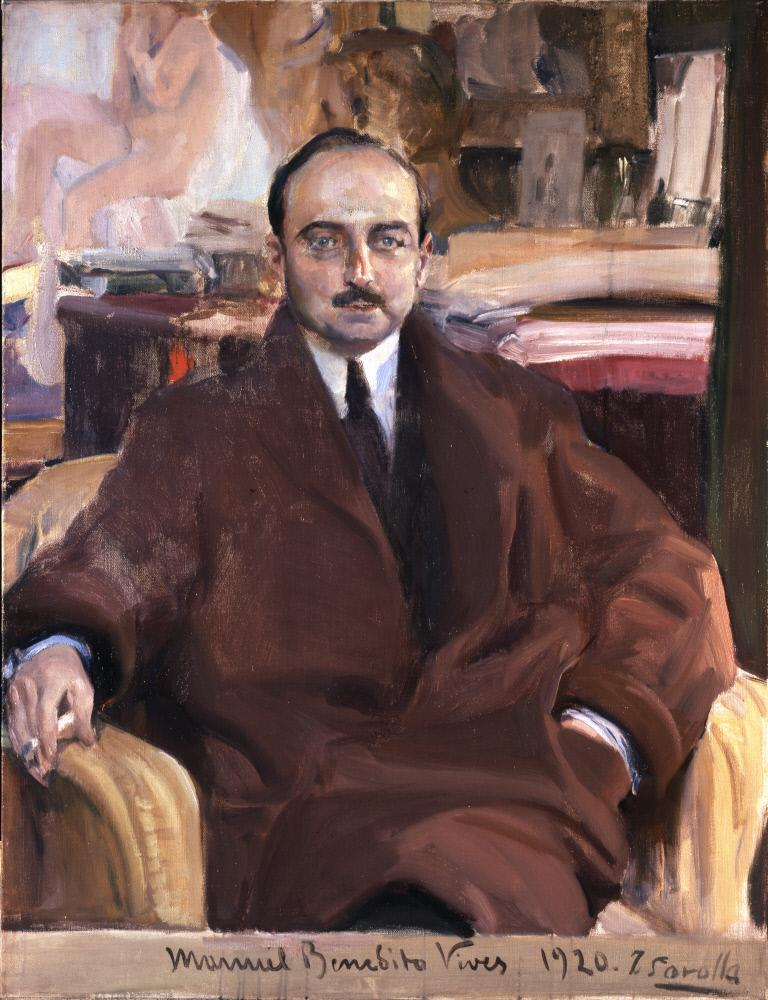
Manuel Benedito-Vives, 1920
Joaquín Sorolla
Hispanic Society of America, New York

Il obtient en 1907 une médaille de 3e classe au Salon des artistes français. 